# Kabilizi
Kabilizi ist eine von sieben Zellen (Verwaltungseinheiten 4. Ebene) im Sektor Rugerero des Distrikts Rubavu in der Westprovinz von Ruanda. Sie liegt östlich der Stadt Gisenyi auf einer Höhe von etwa 1700 m. Nachbarzellen sind im Nordosten Terimbere, im Südosten Kinigi, im Süden Rushubi, im Südwesten Rwaza und im Nordwesten Gisa. Die Nord- und Ostgrenze bildet der dort Richtung des Kiwusees entlang fließende Sebeya. Nördlich des Flusses verläuft die Nationalstraße 2.